# 宮崎忠次郎
宮崎 忠次郎（みやざき ちゅうじろう、天保3年（1832年） - 明治3年10月27日（1870年11月20日））は、明治時代の一揆指導者。

## 経歴・人物
天保3年（1832年）、越中新川郡塚越村（現・富山県中新川郡立山町塚越）で初代・忠次郎の長男として生まれた。塚越八幡社の境内に建てられている忠次郎の顕彰碑「義人之碑」では「勤王ノ志士宮崎時範ノ後裔ナリ」とされており、井上江花の『塚越ばんどり騒動』でも「遠祖宮崎時範は四百年前にありて、越後の国境宮崎村に住居せる一個の士分なりし」とされている。
明治2年（1869年）10月から11月にかけて同郡内で起きた年貢減免などを要求した一揆・ばんどり騒動を指導した。百姓を中心とした2万5000人余の一揆参加者が十村宅など42軒を打ちこわしたが、加賀藩銃卒隊の出動によって鎮圧され、その後、忠次郎は金沢にて処刑された。
忠次郎の刑死後、十周忌に当たる明治13年（1880年）、塚越村向鍋田の浅生村に通ずる道路南側の堤敷地内に「宮崎忠次郎久明塚」が建立された。この塚は昭和5年（1930年）に塚越八幡社に移築され、併せて一対の石灯籠と顕彰碑「義人之碑」が建立されて現在に至っている。

## 忠次郎大明神
今日、「義人」として顕彰される忠次郎ではあるが、その行動には首を傾げたくなる点も多い。
一説には数千人とも数万人ともいう一揆軍が集会場としていた竹内村（現・舟橋村竹内）の真宗寺院・無量寺を出陣したのは10月29日夜。この際、忠次郎は駕籠に乗り、麗々しく「忠次郎大明神」と大書した筵旗が掲げられたという。これについて玉川信明は「大明神」なる神号については他の一揆でも使用例があるとしつつも「大体一揆の指導者が駕籠に乗って指導するなど、一揆史上その例を聞いたことがない。反面思わず吹きだしたくなるようなユーモラスなところがあるが、他方では『何を思い上がって……』ということにもなる」と「義人」とされる忠次郎の行動に疑問を投げかけている。
忠次郎の行動には、これ以外にも「義人」という評価とは相容れない側面が認められる。打ち壊しを怖れる十村や富商からの貢物の献上を受け入れ、酒食を伴う饗応の申し入れにも応じている。泊村（現・朝日町泊）の富商・小沢屋から饗応を受けた際は、小沢屋側は家人ことごとくが礼装して迎え、金屏風を立て廻した席で忠次郎をもてなしている。その様子を目撃した馬場村（現・富山市水橋）の医師・細川玄庵の証言によれば、「その光景はあたかも、一国の君候が来泊しているかのごとき観があった」という。
また、一揆軍は行く先々で掠奪も行っている。これについて玉川は「フランスのプルードン流に言えば、財産なるものはもともと他人の労働を収奪したものであって、それを民衆の側に取り返すことは当然の行為ともいえる」と理解を示しているものの、「義人」とされる忠次郎の行動にそうした評価とは相容れない負の側面があることもまた事実である。

## 十村公選制と榎本武揚
忠次郎は一揆の初期段階において、十村公選制を要求の柱としていた。これについて玉川は榎本武揚がいわゆる「函館共和国」の樹立に当たって総裁以下の顔ぶれを入札（公選）によって選任した史実を指摘した上で、この十村公選制という要求が「函館共和国」に端を発しているという見方を紹介している。忠次郎はばんどり騒動が勃発する前年の明治元年まで約10年間、故郷を離れ日本各地を渡り歩いており、その過程で函館にも渡ったとされている。十村公選制という要求が「函館共和国」に端を発しているという見方はこうした事実を踏まえたものではあるものの、玉川も指摘しているように、榎本らが蝦夷地に上陸したのは明治元年10月20日であり、「函館共和国」の樹立は12月15日。それに対し忠次郎は改元（9月8日）まもなく帰郷したとされているので、十村公選制という要求が「函館共和国」に端を発しているとは考えにくい。一方で玉川は同書執筆のための取材中に忠次郎の熱心な顕彰者という人物から「忠次郎は榎本武揚と親しかった」と聞かされたことを明かしており、地元住民の間では忠次郎と榎本の交流まで取り沙汰されている実態を伝えている。